# 12. století př. n. l.

## Události
- 1200 př. n. l.
- zánik města Chattušaš a konec samostatnosti Chetitské říše
- v mladší době bronzové v Evropě nastupují kultury se žárovými hroby (spalování mrtvých, popelnicová pole)
- v jižním Německu a části Čech sídlí předchůdci Keltů
- Do Kanaánské země pronikají polonomádské kmeny Hebrejců
- 1186/1185 př. n. l. – v Egyptě nastupuje na trůn král Sethnacht, zakladatel 20. dynastie.
- 1159 př. n. l. výbuch sopky Hekla na Islandu, jenž měl dramatický dopad na změnu klimatu v severozápadní Evropě
- 1155 př. n. l. poslední kassitský král Babylónie Enlil-nádín-achché svržen Elamskými.
- 1122 př. n. l. – Čou Wu-wang zakládá v Číně dynastii Čou.

## Hlavy států
- Asýrie: Aššur-nirári III. (†1198), Enlil-kudurri-usur (†1193), Ninurta-apil-Ekur ( †1180), Aššur-dán I. (†1134), Ninurta-tukulti-Aššur (1133), Mutakkil-Nusku (1133), Aššur-réša I. (†1116), Tiglatpilesar I.
- Babylonie: Melišipak II. (†1171), Marduk-apla-iddina I. (†1158), Zababa-šuma-iddina (1157), Enlil-nádín-achché (†1154), Marduk-Kabít-Achchéšu (†1142), Itti-Marduk-Balátu (†1134), Ninurta-Nádin-Šumi (†1128), Nebukadnesar I. (†1106), Enlil-Nádin-Apli (†1102)